# Nguyễn Xuân Hà
Nguyễn Xuân Hà (sinh năm 1960) là Thiếu tướng Công an nhân dân Việt Nam, Anh hùng lực lượng vũ trang nhân dân. Ông hiện giữ chức vụ Phó Cục trưởng Cục An ninh nội địa, Bộ Công an Việt Nam.

## Tiểu sử
Nguyễn Xuân Hà sinh năm 1960.
Cha Nguyễn Xuân Hà là ông Nguyễn Như Hoan, trung tá Quân đội nhân dân Việt Nam.
Nguyễn Xuân Hà sinh ra và lớn lên ở Hà Nội.
Sau khi tốt nghiệp Đại học An ninh nhân dân (nay là Học viện An ninh nhân dân), ông làm trinh sát trong một thời gian ngắn rồi tình nguyện vào nam công tác ở Tây Nguyên, làm chiến sĩ an ninh. Trước khi vào nam, ông đã có bạn gái ở Hà Nội.
Vào Tây Nguyên, Nguyễn Xuân Hà tham gia chống lực lượng FULRO ở Đông Bắc Tây Nguyên. Sau khi bạn gái đi lấy chồng, để quên nỗi buồn, ông vùi đầu vào công việc.
Từ năm 1983 đến năm 1992, ông trực tiếp tham gia 5 chuyên án đấu tranh với FULRO.
Ông được chọn làm đại biểu dự Festival thanh niên quốc tế ở Liên Xô.
Sau khi từ Liên Xô trở về, ông học tiếp Đại học Khoa học xã hội và nhân văn tại Hà Nội.
Ông bén duyên với một cô gái Tây Nguyên, nên duyên vợ chồng.
Năm 2004, ông được bổ nhiệm giữ chức vụ Phó Cục trưởng Cục An ninh Tây Nguyên, Bộ Công an Việt Nam.
Năm 2008, Đại tá Nguyễn Xuân Hà được Nhà nước Việt Nam phong tặng danh hiệu Anh hùng lực lượng vũ trang nhân dân.
Tháng 8 năm 2015, Nguyễn Xuân Hà là đại tá công an, Cục phó Cục An ninh Tây Nguyên.
Tháng 3 năm 2016, Nguyễn Xuân Hà là Thiếu tướng Công an nhân dân Việt Nam, Cục trưởng Cục An ninh Tây Nguyên, Bộ Công an Việt Nam.
Cho đến tháng 5 năm 2018, Nguyễn Xuân Hà đã có 33 năm gắn bó với Cục An ninh Tây Nguyên.
Tháng 12 năm 2018, ông là Thiếu tướng, Phó Cục trưởng Cục An ninh nội địa, Bộ Công an Việt Nam.
Nguyễn Xuân Hà là đảng viên Đảng Cộng sản Việt Nam.

## Lịch sử thụ phong quân hàm
- Đại tá
- Thiếu tướng (2016)